# 緣眼蝨蚜
緣眼蝨蚜（学名：Dermaphis takahashi）为扁蚜科皮胸扁蚜屬下的一个种。